# Wilhelmina Drucker

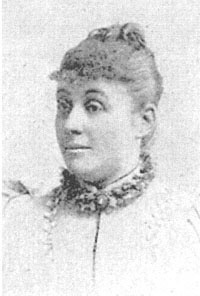
Wilhelmina Drucker

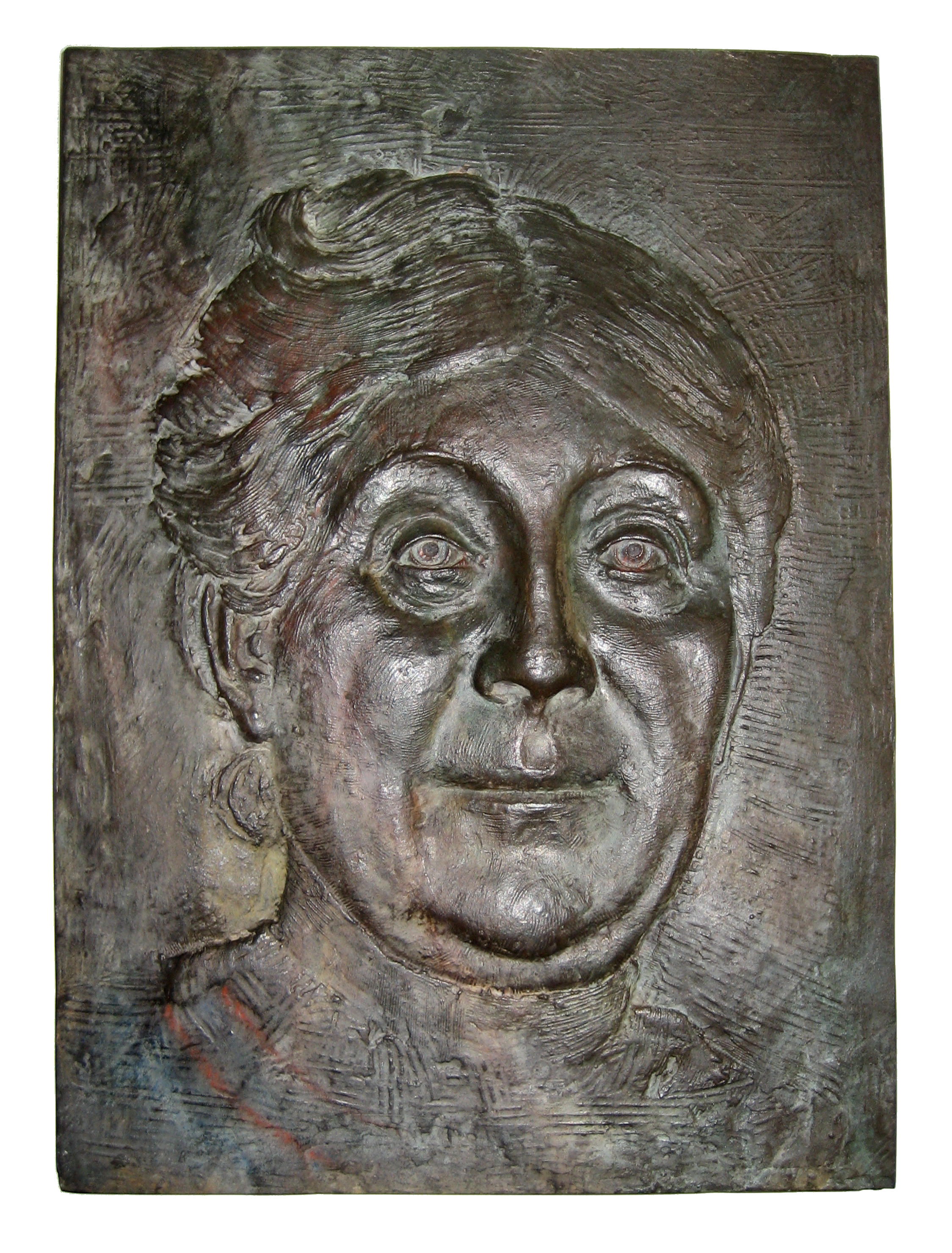
Bronzen plaquette van Wilhelmina Drucker, in de jaren 30 gemaakt door de beeldhouwer Gerrit van der Veen (1902-1944)

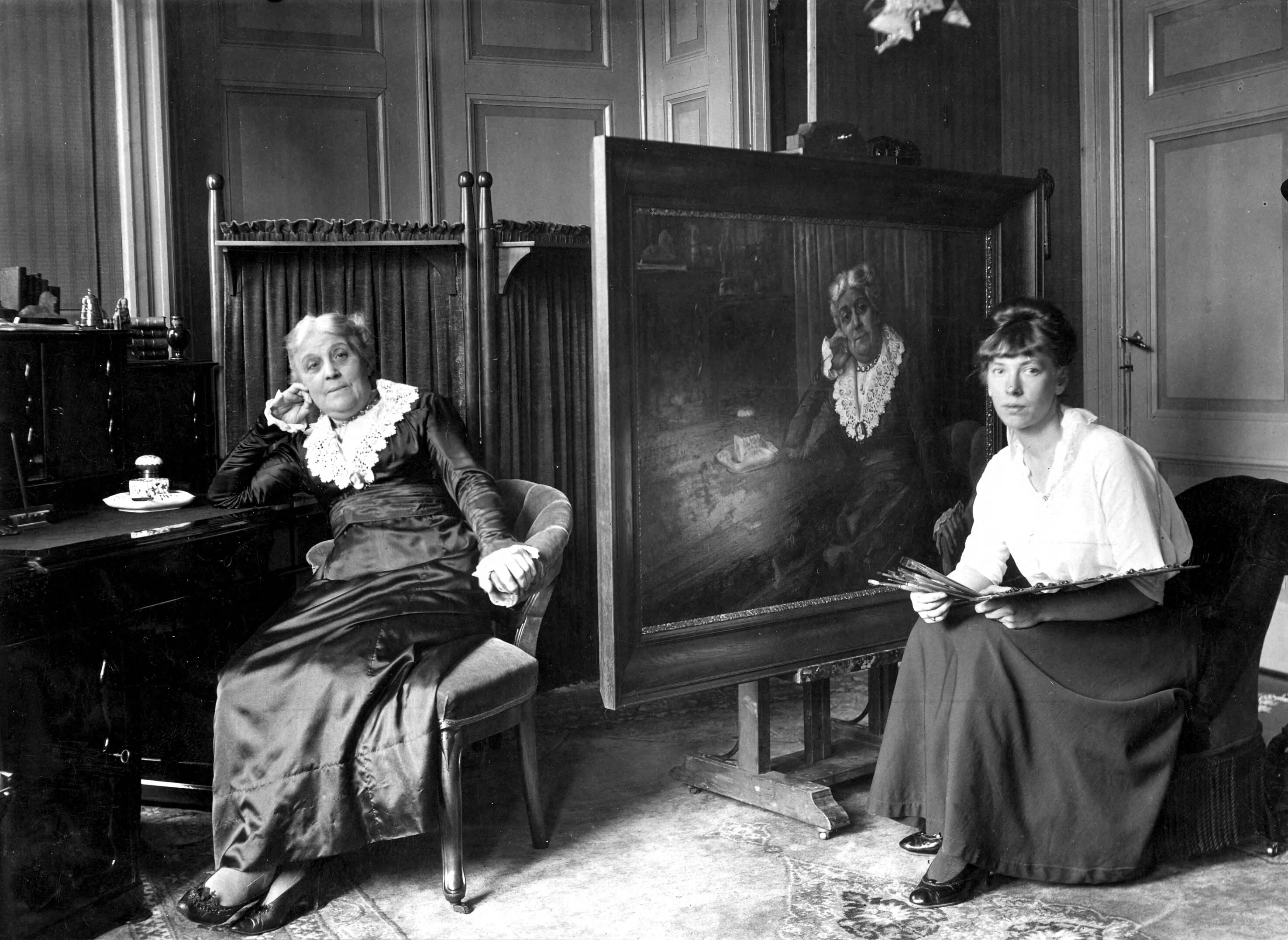
Wilhelmina Drucker wordt in 1917 ter gelegenheid van haar zeventigste verjaardag geportretteerd door Truus Claes (1890 - 1954).

Wilhelmina Drucker (geboren als Wilhelmina Elisabeth Lensing, Amsterdam, 30 september 1847 - aldaar, 5 december 1925) was een Nederlandse politica, een van de eerste Nederlandse feministen, schrijfster en vredesactiviste. Ze schreef behalve onder haar eigen naam ook onder de pseudoniemen Gipsy, Gitano en E. Prezcier.

## Biografie
Drucker was de jongste van de twee buitenechtelijke dochters van modiste Constantia Christina Lensing (1815-1902) en Louis Drucker (1805-1884), een bankier van Duitse afkomst. Hoewel haar vader weigerde met haar moeder te trouwen of de twee meisjes als zijn wettige kinderen te erkennen, stonden zij op school en in de kerk wel onder de naam Drucker ingeschreven. Drucker groeide op in vrij armoedige omstandigheden, al droeg haar vader in beperkte mate bij aan het levensonderhoud van de kinderen. Haar moeder verdiende een karig loon als naaister en Drucker en haar zuster Louise moesten al op jonge leeftijd aan de slag als wollennaaister.
Haar vader ging later samenwonen met Therese Temme, met wie hij nog zes kinderen kreeg. Deze kinderen hoefden echter niet te werken en de jongens kregen de mogelijkheid te studeren. Toen Drucker 22 jaar was trouwde haar vader met deze vrouw en erkende hij de zes kinderen als de zijne. Daarmee werden ze geëcht en dus ook zijn wettelijke erfgenamen. Louise, Wilhelmina en de andere buitenechtelijke kinderen van Louis Drucker zouden echter geen aanspraak kunnen maken op een vaderlijk erfdeel.
De achterstelling en tegenwerking die Drucker in haar jeugd als buitenechtelijk kind ondervond, vormden een motivatie voor haar feministische activiteiten. Drucker woonde vanaf 1886 vergaderingen bij van de Sociaal-Democratische Bond, de staatkundige vereniging De Unie, de Nederlandsche Bond voor Algemeen Kies- en Stemrecht en de vrijdenkersvereniging De Dageraad. Het werk van Multatuli was een grote inspiratiebron voor haar en voor veel andere vrouwen verbonden aan de Dageraad. Het socialisme had een vormende invloed op Drucker, hoewel zij niets zag in de klassenstrijd. Ze werd dan ook geen lid van de Sociaal-Democratische Bond.

## George David (roman)
Haar vader overleed in 1884. Drucker en haar zuster Louise was maar een klein deel van de erfenis toebedacht, terwijl de 'echte' kinderen een vermogen toekwam. Om hun oudste halfbroer, de liberale politicus en hoogleraar Hendrik Lodewijk Drucker, onder druk te zetten schreef ze met haar zus Louise onder de pseudoniemen G. en E. Prezcier de sleutelroman George David (1885), waarin zij Hendrik Lodewijk Drucker verantwoordelijk stelden voor de dood van zijn halfbroer van moederszijde. Het boek was ook een aanklacht tegen de dubbele moraal van hun vader, die kinderen uit een relatie met een rijkere vrouw wel erkende en die uit een eerdere relatie niet.
Therese Temme, de vrouw van hun vader, had volgens hen hun vader ingepalmd en haar oudste zoon George David verwaarloosd. Zij was in 1855 in Amsterdam komen wonen, en woonde met haar zoontje George David op verschillende adressen voordat ze twee jaar later introk bij Louis Drucker op de Doelenstraat. George David werd in de kost gedaan bij een schoenmaker op de Kromboomsloot bij de Nieuwmarkt, waar hij het schoenmakersvak leerde. In 1869, na de geboorte van vijf kinderen, trouwde Temme met Drucker, die met zijn gezin naar Voorschoten verhuisde. George David bleef achter in Amsterdam. Toen George 19 jaar oud was verhuisde de schoenmaker met zijn gezin en ging George zelfstandig wonen. Op een februari-ochtend in 1878 werd zijn lijk gevonden in het water van de Ringvaart bij Watergraafsmeer. Het bleef onduidelijk of hij in het donker per ongeluk te water was geraakt of zelfmoord had gepleegd. Volgens de zussen had Hendrik Lodewijk Drucker kort voor die mogelijke zelfmoord met zijn halfbroer George David een ontmoeting gehad.
De schrijfsters hadden hun boek gemodelleerd naar Multatuli's Max Havelaar. Ook hier voert de hoofdpersoon een strijd voor recht en waarheid, is het taalgebruik recht voor zijn raap, wordt er gespeeld met realiteit en fictie, worden de lezers meermalen verzekerd dat er nog meer bewijzen liggen, en wordt er gedreigd die openbaar te maken. Aan het eind van het boek - daar waar Multatuli zich richt tot de koning - leggen de zussen hun aanklacht in de hand van "mannen uit oude en fiere geslachten".
Het boek werd zeer slecht ontvangen door de kritiek, "levend Hollandsch" zoals de Max Havelaar was het niet. Ondanks dat werd het boek goed verkocht; in 1886 werd nog een tweede druk uitgebracht. Ook verscheen er een verkorte Duitse vertaling. Hendrik Lodewijk Drucker was zeer gebelgd over het boek. In een poging om alle kritiek te doen stoppen kocht hij de gehele oplage van het boek op en vernietigde die. Slechts één exemplaar overleefde en is nu te vinden in de universiteitsbibliotheek van de UVA. Andere zeer militante publicaties tegen de wettige erfgenamen van hun vader volgden, maar zonder direct resultaat. Wilhelmina en Louise Drucker begonnen een rechtszaak tegen hun halfbroer.

## Politieke activiteiten
Wilhelmina Drucker bezocht de vergaderingen van de socialisten in het Volkspark te Amsterdam. Daar ontmoette ze Joan Nieuwenhuis, die redacteur was van het Groninger Weekblad (later omgedoopt tot Radicaal Weekblad) dat tijdens de vergaderingen te koop werd aangeboden. Drucker ging voor dit blad schrijven. In haar eerste bijdrage in 1887, wordt Multatuli de "kolossus van het woord" genoemd en voorspelde ze dat Dekker een waardig opvolger zou krijgen: "Multatuli's doodgezwegen strijd bracht Domela Nieuwenhuis voort, na de man van het woord, de man van de daad". Eind 1888 was er een wedstrijd voor de beste oorspronkelijke novelle, die als feuilleton zou worden gepubliceerd in het blad. De winnaar was Mammon, een Kerstavond in het rijk Fantasio, van de hand van Drucker onder het pseudoniem Gipsy. Daarin stelde ze vele misstanden in de samenleving aan de kaak. Haar directe taalgebruik veroorzaakte veel misbaar. Joan Nieuwenhuis wilde van die kritiek niets weten en hij nam Drucker op in de redactie van het blad.
Nieuwenhuis zorgde er ook voor dat Drucker in contact kwam met haar halfbroer professor Hendrik Lodewijk Drucker. Zo konden ze in 1888 een minnelijke schikking bereiken. Uiteindelijk kregen Drucker en haar zuster Louise het hun toekomende erfdeel en werden ze financieel onafhankelijk.
Door de schikking kon Drucker zich na 1888 verder zonder geldzorgen wijden aan de politiek. Ze richtte datzelfde jaar nog, samen met andere vrouwen uit radicale en socialistische hoek, het tijdschrift De vrouw: het weekblad tot onderwijs en ontspanning van vrouwen en meisjes op. In 1889 richtte Drucker met vrouwen uit de kringen van de Sociaal-Democratische Bond de Vrije Vrouwen Vereeniging (VVV) op, waaruit zich in 1894 de Vereeniging voor Vrouwenkiesrecht ontwikkelde, die politiek neutraal was.
Op 5 december 1889 las Drucker op de maandelijkse ledenvergadering van de VVV uit Multatuli's Minnebrieven de achtste geschiedenis van gezag voor. Dat was de parabel over het melkmeisje Thugater (Grieks voor dochter), dat door de mannen in haar gezin dom wordt gehouden en dat niets mag leren, weten, begrijpen en begeren, omdat dat zondig zou zijn voor vrouwen. Deze parabel zou ze gedurende haar verdere loopbaan nog vele malen gebruiken om haar gehoor te overtuigen en haar feminisme uit te dragen.
In 1891 nam Drucker als afgevaardigde van de VVV deel aan het congres van de Tweede Internationale in Brussel. Op dit congres diende ze samen met afgevaardigden uit Duitsland, Oostenrijk en Italië een resolutie in waarin socialistische partijen uit alle landen opgeroepen werden het streven naar volledige juridische en politieke gelijkheid van mannen en vrouwen in hun programma's op te nemen. Het congres aanvaardde deze resolutie.
In 1893 richtte Drucker samen met haar rechterhand Theodore (Dora) Haver het weekblad Evolutie op, dat tot 1926 zou blijven bestaan. Ze gaf lezingen door het hele land, was betrokken bij de oprichting van enkele vakverenigingen voor vrouwen en werd in 1897 lid van de nieuw opgerichte Vereeniging Onderlinge Vrouwenbescherming (OV) om de belangen van de ongehuwde moeder en haar kind te behartigen. Drucker vond dat de OV een strijdorganisatie zou moeten zijn die alle vrouwen, ongehuwd of gehuwd, met of zonder kinderen, zou moeten verenigen in de strijd tegen onrechtvaardige wetten en verouderde zeden.
In 1902 werd Drucker secretaris van het Nationaal Comité inzake Wettelijke regeling van Vrouwenarbeid, dat de economische zelfstandigheid van vrouwen voorstond. Ze voerde vergeefs actie tegen het wetsvoorstel van het kabinet-Heemskerk (1908-1913) om vrouwelijke ambtenaren te ontslaan als ze trouwden. De VVV brak met de Sociaal-Democratische Bond vanwege het recht van vrouwen op arbeid en het kostwinnerschap. De SDAP en progressieve liberalen zetten tot Druckers teleurstelling het streven naar algemeen mannenkiesrecht voorop.
Drucker bestreed de handel in wapens en stond internationale ontwapening voor. Ook steunde ze dienstweigeraars.

## Dolle Mina

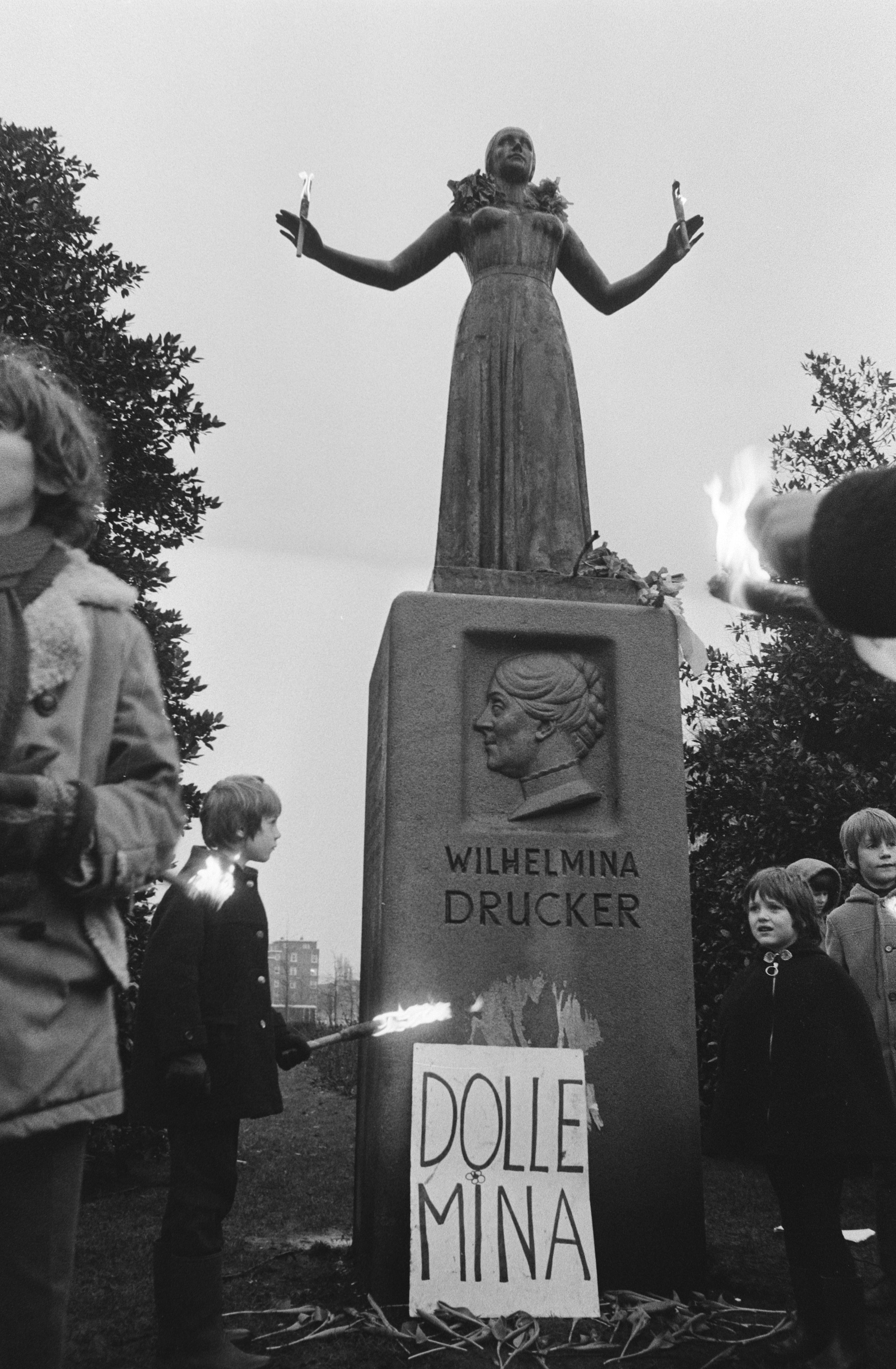
Dolle Minas vieren eenjarig bestaan, Amsterdam, 30 januari 1971

Drucker legde met de Vereeniging Onderlinge Vrouwenbescherming de basis voor latere strijdorganisaties als Blijf van mijn Lijf en Vrouwen tegen Verkrachting. Vanwege haar militante acties voor de gelijke positie van de vrouw verwierf ze de bijnamen 'IJzeren Mina' of 'Dolle Mina', vooral na een symbolische publieke korsetverbranding die veel publieke aandacht trok. De activistische feministische beweging Dolle Mina, ontstaan in 1970, werd naar haar genoemd, wat gevierd werd met een publieke bh-verbranding in Amsterdam.

## Eerbetoon
- Op initiatief van het Comité huldeblijk Wilhelmina Drucker werd aan de Churchill-laan in Amsterdam in 1939 ter ere van haar het Wilhelmina Drucker-monument geplaatst. Het beeld is van de hand van Gerrit van der Veen en draagt de naam "De vrouw als vrije mensch". Op 23 januari 1970 werd bij het standbeeld van Drucker een korset verbrand door feministische actiegroep Dolle Mina's.
- In veel steden en dorpen in Nederland zijn straten vernoemd naar Wilhelmina (of Mina) Drucker.
- Sinds 2009 is er de Wilhelmina Drucker-leerstoel aan de Universiteit van Amsterdam met als leeropdracht "De politieke geschiedenis van gender in Nederland". Mieke Aerts was de eerste hoogleraar die op deze leerstoel werd aangesteld.
- Na het verschijnen van een Dolle Mina-bijlage in het weekblad Libelle besloot de redactie van het blad in 1970 de Wilhelmina Druckerprijs in te stellen. Tussen 1971 en 1974 werd de prijs uitgereikt aan "een persoon, groep of instelling die zich in de daar voorafgaande periode verdienstelijk had gemaakt voor de verbetering van de positie van de vrouw in de maatschappij".[20]

### Publicaties van Drucker
- Prezcier, G. en Prezcier, E.: George David, Amsterdam, Meijer, 1885. 2e druk Groningen, 1886. Heruitgave G Prezcier, E Prezcier, Deanne te Winkel-van Hall, Amsterdam, Engelbewaarder, 1976. Serie: De Engelbewaarder, jrg. 2, nr. 5
- Een woordje aan "De vrouwen van Nederland", 1891
- Over vrijen en trouwen, waar velen van houwen, s.l., s.n., 1905, p. 138-139
- Vrouwenarbeid in het verleden en in het heden: rede gehouden op de Algemeene Vergadering van den Nationalen Vrouwenraad in Nederland op 26 april 1906 te Groningen, s.l., s.n., 1906, 10p.
- Autour du travail de la femme, Amsterdam: s.n., 1911, 14p.
- met Mathilde Cohen Tervaert-Israëls, J. Rutgers, G. Kaptein-Muysken, Ch. Carno-Barlen, Stella Hartshalt-Zeehandelaar, Titia van der Tuuk, Martina G. Kramers, C.C.A. de Bruine-van Dorp, Lodewijk van Mierop, S. van Houten en J.C. de Bruïne: Moederschap: sexueele ethiek, Nationaal Comité voor Moederbescherming en Sexueele Hervorming, Almelo, Hilarius, 1913, 158p.
- Waarom kiezen de vrouwen niet mee?, Amsterdam, Vrije Vrouwenvereeniging, 1915, 2p.
- met M.W.H. Rutgers-Hoitsema, Martina G. Kramers, M.J. de Soete: Waarde voorstander(ster), Vereeniging "Nationaal Comité in zake wettelijke regeling van vrouwenarbeid", s.l., 1916, 1p.
- Geeft ons moederliefde!. Amsterdam, Vereeniging voor den Vrede, 1916
- met J.S.R. Baerveld-Haver, Nine Minnema, Jacoba F.D. Mossel, M.S. Wiener: Geen blinde volgelingen: opgedragen aan de leden der Vereeniging voor Vrouwenkiesrecht, Amsterdam, s.n., 1916. 19p. Xeroks
- De verbetering van het recht der vrouw. Par. 1. De Vrije Vrouwenvereeniging, Amsterdam, Elsevier, 1918, 14p. Overdruk uit De vrouw, de vrouwenbeweging en het vrouwensvraagstuk. Encyclopaedisch Handboek deel II onder redactie van C.M. Werker-Beaujon, Clara Wichmann en W.H.M. Werker p. 136-149.
- Met W. Willink-Altes: Rapport van de Enquête-commissie, ingesteld door het Comité van Actie tegen het ontslag der gehuwde ambtenaressen, s.l., s.n., 1928. - 3 p.
- Internationaal Archief voor de Vrouwenbeweging: jaarboek, (Yearbook International Archives for the Women's Movement I, Leiden: Brill, 1937, 175p., foto's